# La torre de Babel (Brueghel)

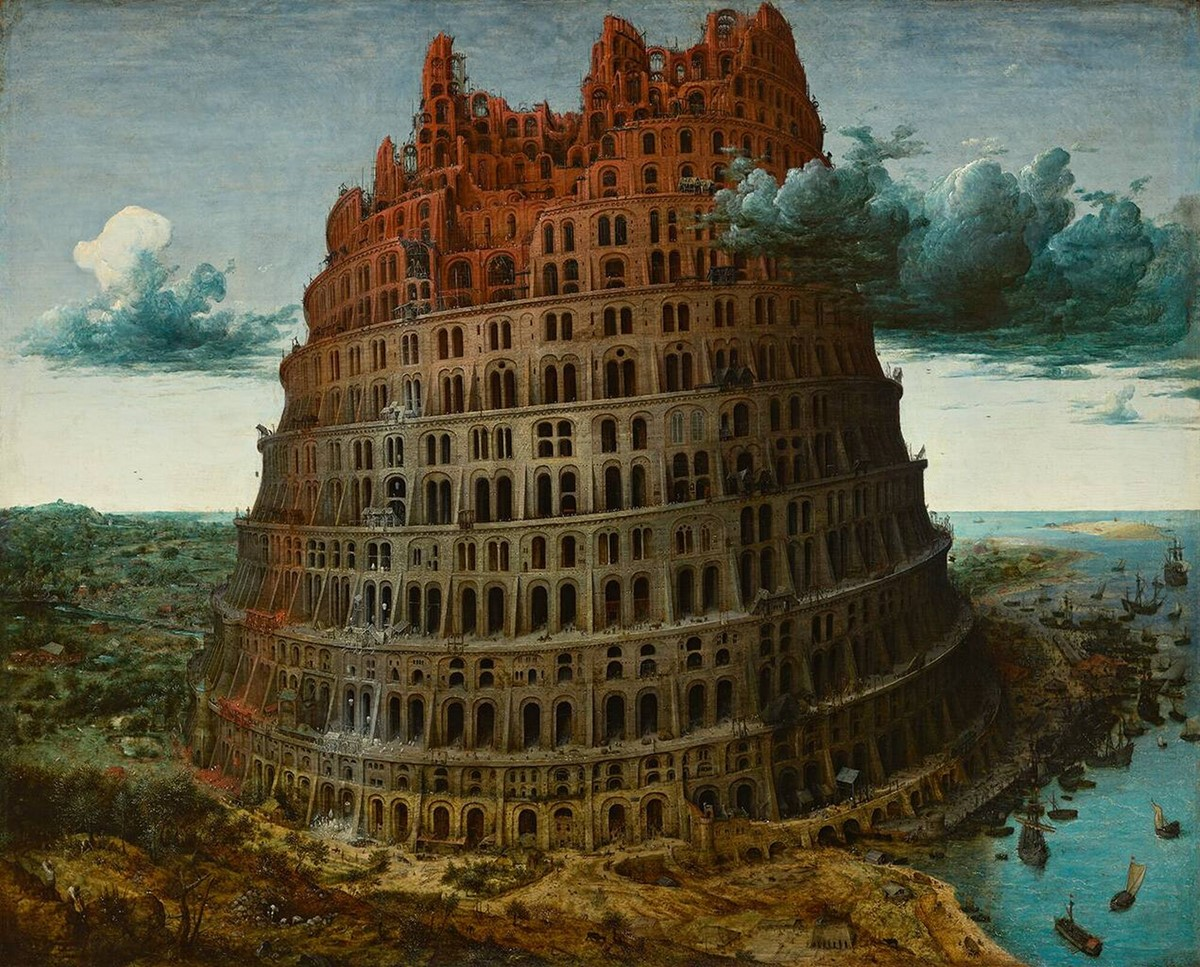
La pequeña torre de Babel, h. 1563, óleo sobre tabla,, Museum Boymans-van Beuningen, Róterdam.

La torre de Babel es una pintura de Pieter Brueghel el Viejo, actualmente localizada en el museo de historia del arte Kunsthistorisches, en Viena, Austria. Se trata de un óleo sobre madera de roble con unas dimensiones de 114 centímetros de alto y 154 de ancho. Fue ejecutada en 1563.
Su tema es la construcción de la torre de Babel, que, según la Biblia, fue una torre construida por la humanidad para alcanzar el cielo. Según el Génesis, Yahvé confundió la lengua de los hombres, lo que los llevó a dejar la torre inacabada y a que se marcharan en todas direcciones.
Es un tema que ya había sido tratado con anterioridad, desde los libros iluminados del siglo VI. Se retoma en el siglo XVI como símbolo del orgullo humano, advirtiendo de sus peligros, así como del fracaso de la racionalidad clásica frente a lo divino. Es así una alegoría del orgulloso imperio internacional de los Habsburgo basado sobre una fe unificada y del estado constituido por banqueros, ministros, clérigos, soldados y pensadores humanistas sicofantes sometidos a tal proyecto.
El centro del cuadro lo domina la torre a medio construir, dentro de un amplio paisaje panorámico. El pintor adopta un punto de vista muy alto. En la parte superior de la torre, la presencia de una nube simboliza la pretensión de que querían alcanzar con ella el cielo.
La descripción de la arquitectura de la torre por Brueghel, con sus numerosos arcos y otros ejemplos de ingeniería romana, hace pensar de manera deliberada en el Coliseo, que representaba para los cristianos de la época el símbolo de la desmesura y de la persecución. De la arquitectura de la Antigua Roma parece también provenir la mampostería de ladrillo, recubierta en el exterior por muros de sillería.
Es interesante constatar que la pintura de Brueghel parece atribuir el fracaso de la construcción a problemas de ingeniería estructural más que a diferencias lingüísticas de origen divino. Aunque a primera vista la torre parece constituida por una serie de cilindros concéntricos, un examen más atento demuestra la evidencia de que algún piso no reposa sobre una verdadera horizontal; la torre está más bien construida como una espiral ascendente. Los arcos son, sin embargo, construidos perpendicularmente al suelo inclinado, lo que los hace inestables; algunos ya se aplastaron. Más inquietante puede ser el hecho de que los cimientos y los pisos inferiores de la torre aún no están acabados, mientras que las capas superiores ya están construidas.
El autor pintó otra obra con el mismo tema, La pequeña torre de Babel, hacia el año 1563, la cual se encuentra en el Museo Boymans-van Beuningen en Rótterdam.